# メキシコの関連する戦争一覧
以下はメキシコ合衆国が独立以降に関連してきた主な戦いの一覧である。
- ヤキ戦争　(1533-1929)　es:Guerra del Yaqui
- メキシコ独立革命 (1810–1821)
- テキサス革命 (1835–1836)
- 菓子戦争（パステーレス戦争） (1838-1839)  en:Pastry War
- 米墨戦争 (1846-1848)
- カスタ戦争 (1847-1901)　en:Caste War of Yucatán
- レフォルマ戦争 (1857-1861)　en:Reform War
- メキシコ出兵 (1861-1867)
- メキシコ革命 (1910-1921)
- クリステーロ戦争 (1926–1929)
- 第二次世界大戦 (1942-1945)
- 汚い戦争 (メキシコ) (1968-1982) en:Dirty War (Mexico)
- サパティスタ民族解放運動 (1994-現在)
- メキシコ麻薬戦争 (2006-現在)